# Castagnole Piemonte
Castagnole Piemonte – miejscowość i gmina we Włoszech, w regionie Piemont, w prowincji Turyn.
Według danych na rok 2004 gminę zamieszkiwało 1875 osób, 110,3 os./km².